# Coleville (Kalifornija)
Coleville je naseljeno područje za statističke svrhe u američkoj saveznoj državi Kalifornija. Prema popisu stanovništva iz 2010. u njemu je živjelo 495 stanovnika.